# Patù
Patù is een gemeente in de Italiaanse provincie Lecce (regio Apulië) en telt 1715 inwoners (31-12-2004). De oppervlakte bedraagt 8,5 km², de bevolkingsdichtheid is 202 inwoners per km².
De volgende frazioni maken deel uit van de gemeente: Marina di San Gregorio.

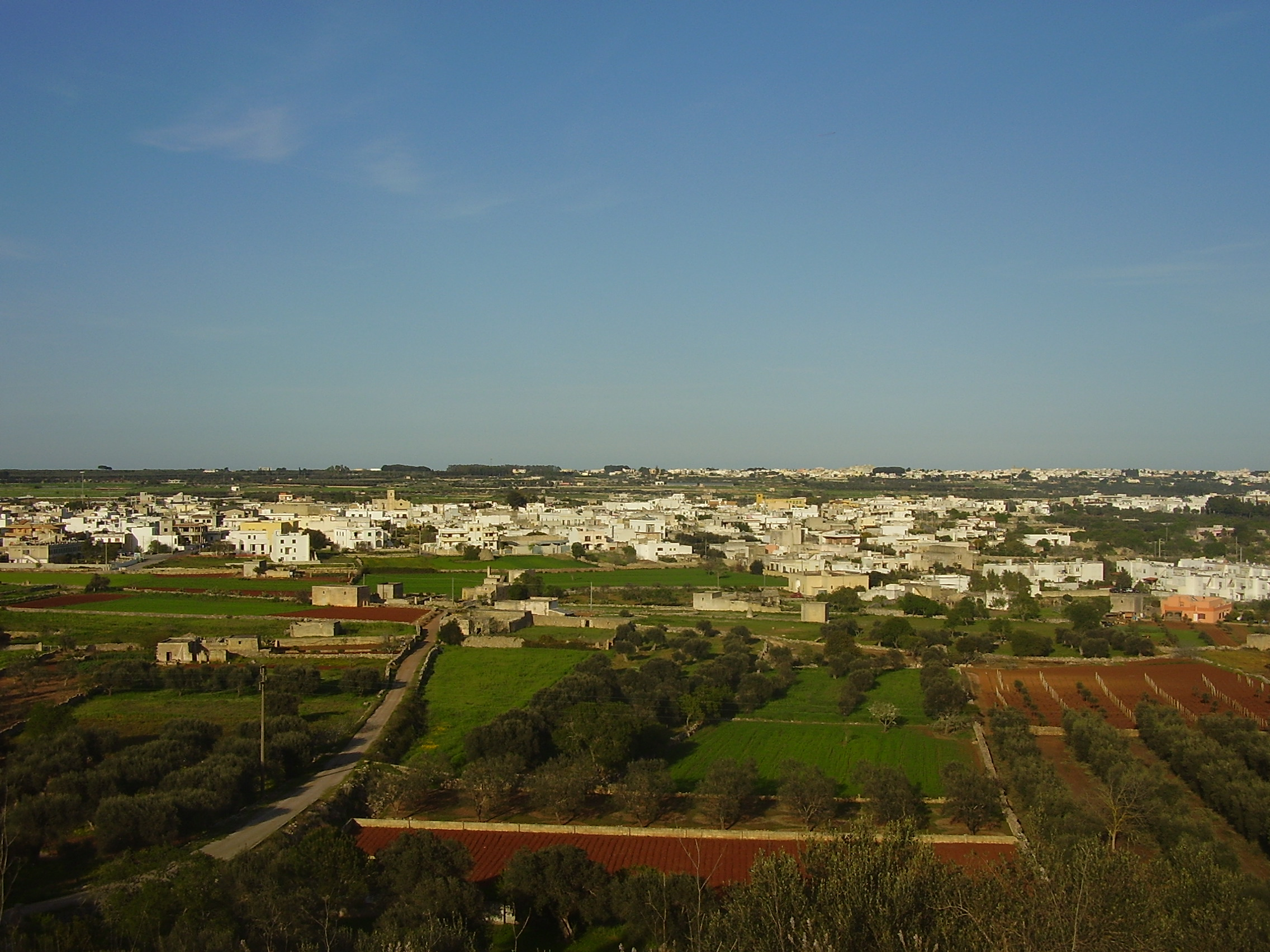
Patù
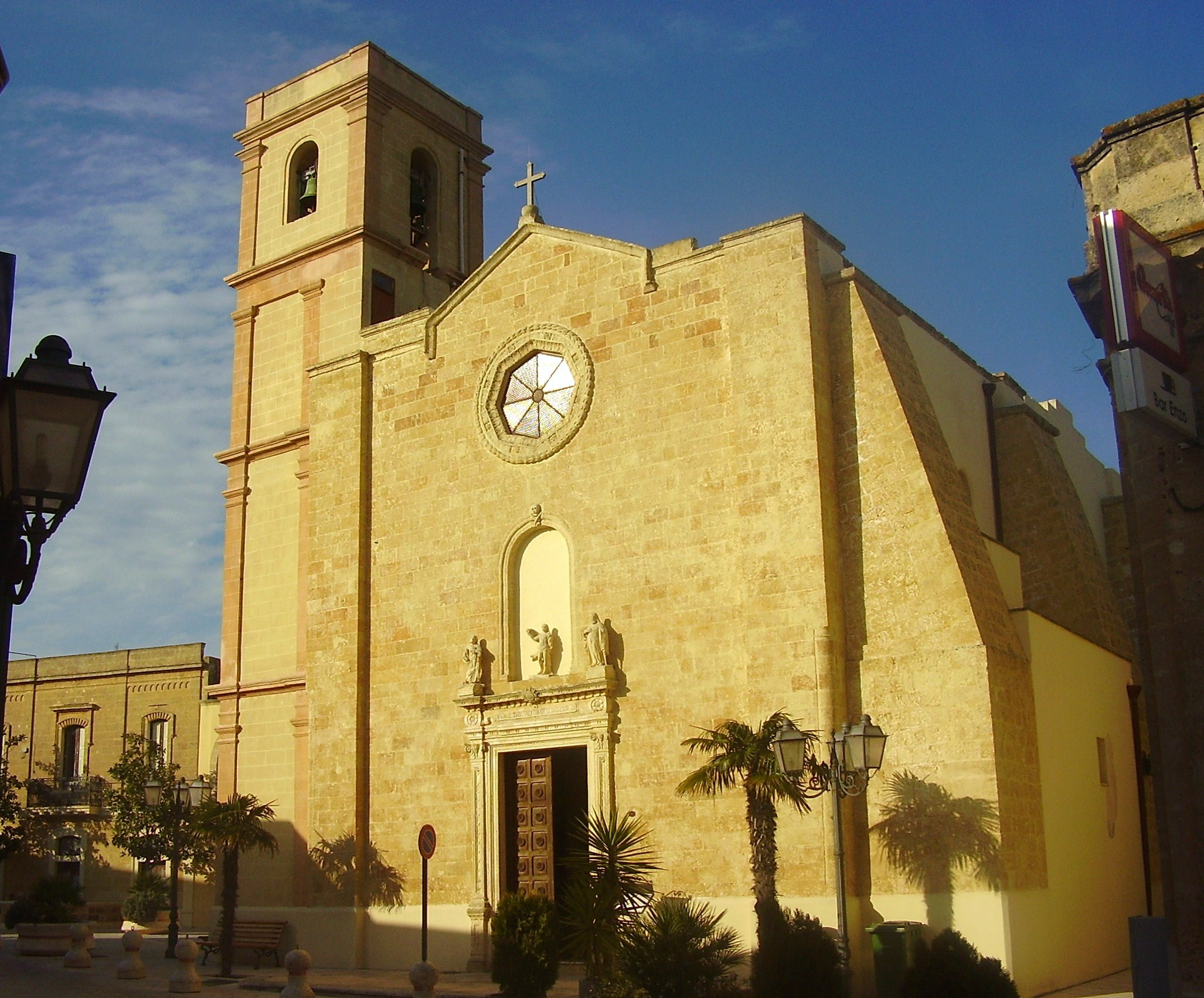
Parochiekerk van Patù
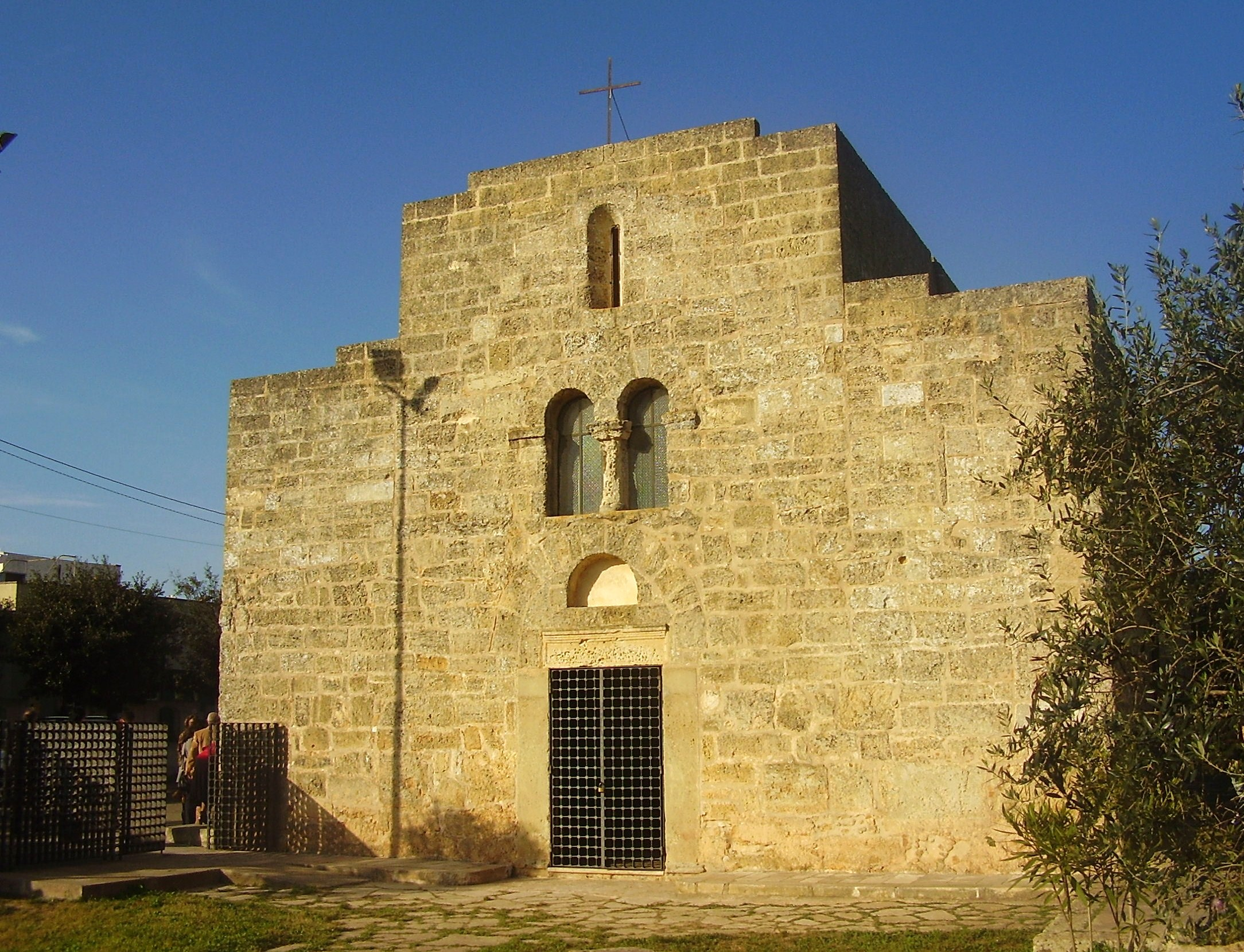
Kerk van San Giovanni Battista in Patù

## Demografie
Patù telt ongeveer 646 huishoudens. Het aantal inwoners steeg in de periode 1991-2001 met 3,0% volgens cijfers uit de tienjaarlijkse volkstellingen van ISTAT.
| Jaar | Inwoneraantal |
| ---- | ------------- |
| 1991 | 1696          |
| 2001 | 1747          |

## Geografie
De gemeente ligt op ongeveer 124 m boven zeeniveau.
Patù grenst aan de volgende gemeenten: Castrignano del Capo, Morciano di Leuca.